# 東新奔縣
東新奔縣是印度的一個縣，位於該國東部，由賈坎德邦負責管轄，面積3,533平方公里，每年平均降雨量1,007毫米，識字率為76.13%，2011年人口2,291,032，人口密度每平方公里648人。

## 外部連結
- East Singhbhum district administration website （页面存档备份，存于）